# Sulawesisporrgök
Sulawesisporrgök (Centropus celebensis) är en fågel i familjen gökar inom ordningen gökfåglar.

## Utseende och läte
Sulawesisporrgöken är en rödbrun gök med en lång och ofta raggig stjärt. Ungfågeln uppvisar ett ljust öga och ljusare bröst och strupe än den adulta. Sången består av en serie "hoot" som ofta lockar andra sporrgökar i närheten att svara. Varningslätet är ett hårt, kort och raspigt "burr".

## Utbredning och systematik
Sulawesisporrgök delas in i två underarter:
- C. c. celebensis – förekommer på norra Sulawesi och Togian-öarna
- C. c. rufescens – förekommer på centrala och Södra Sulawesi och även öarna Labuan Blanda, Muna och Butung

## Levnadssätt
Sulawesisporrgöken hittas i skogar och skogsbryn i låglänta områden och förberg. Där ses den bland snåriga klängväxter, vanligen enstaka eller i par.

## Status och hot
Arten har ett stort utbredningsområde, men tros minska i antal, dock inte tillräckligt kraftigt för att den ska betraktas som hotad. Internationella naturvårdsunionen IUCN listar arten som livskraftig (LC).